# Josef Jakší
Josef Jakší (4. března 1874, Bavorov – 20. září 1908, Prachatice) byl český malíř.

## Život
Narodil se v rodině bavorovského souseda Josefa Jakšího a jeho manželky Marie, rozené Vagnerové. Byl nejstarší z osmi dětí. Vychodil pětitřídní školu v Bavorově a vystudoval první ročník nižší reálné školy v Českých Budějovicích. Sám ale dalšího studia zanechal a vyučil se ve Vodňanech malířem–natěračem (výuční list získal v roce 1890). Traduje se, že ve Vodňanech rozeznal jeho talent Julius Zeyer, na jehož přímluvu byl Jakší roku 1892 přijat jako externista na pražskou umělecko–průmyslovou školu. Jejím řádným žákem se stal 1895. Po absolvování byl do roku 1898 žákem Jakuba Schikanedera a Františka Ženíška na odborné škole pro dekorativní kresbu a malbu. V ateliéru Františka Ženíška na Akademii výtvarných umění absolvoval v roce 1901.
V roce 1903 získal stipendium a odjel na studijní cestu do Itálie. Na tu navázal cestou do Mnichova, odkud pro zdravotní potíže odjel v dubnu 1904. V červnu 1908 se vrátil k rodičům do Bavorova. Od rodičů byl převezen do nemocnice v Prachaticích, kde zemřel. Jako příčina úmrtí byl uveden zánět ledvin (nephritis). Byl pohřben v Bavorově.

## Dílo
Dobová kritika přiznávala Jakšímu talent a neustálé zdokonalování. Na druhou stranu si kritici povšimli nedokonalé barevnosti jeho obrazů, jiní naopak barevnost oceňovali. Náměty jeho obrazů byly především figurální, zpracovával i témata historická, náboženská a symbolická.
Posmrtná výstava jeho děl byla uspořádána v pražském Topičově salonu.
Ještě jako student vytvořil oponu pro ochotnický spolek v Bavorově. Předlohou byla díla Josefa Mánesa.

### Galerie

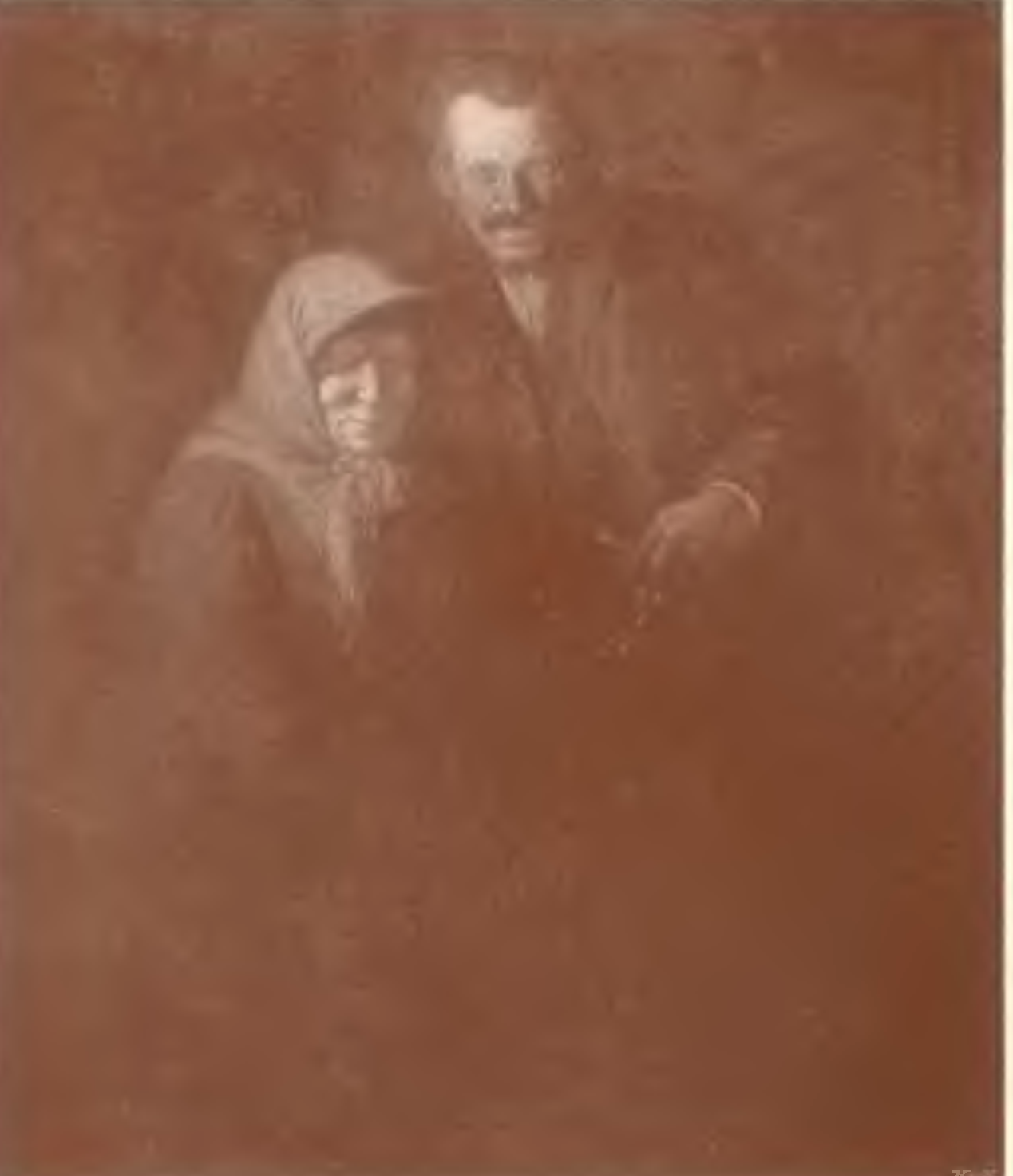
Josef Jakší Rodinná podobizna
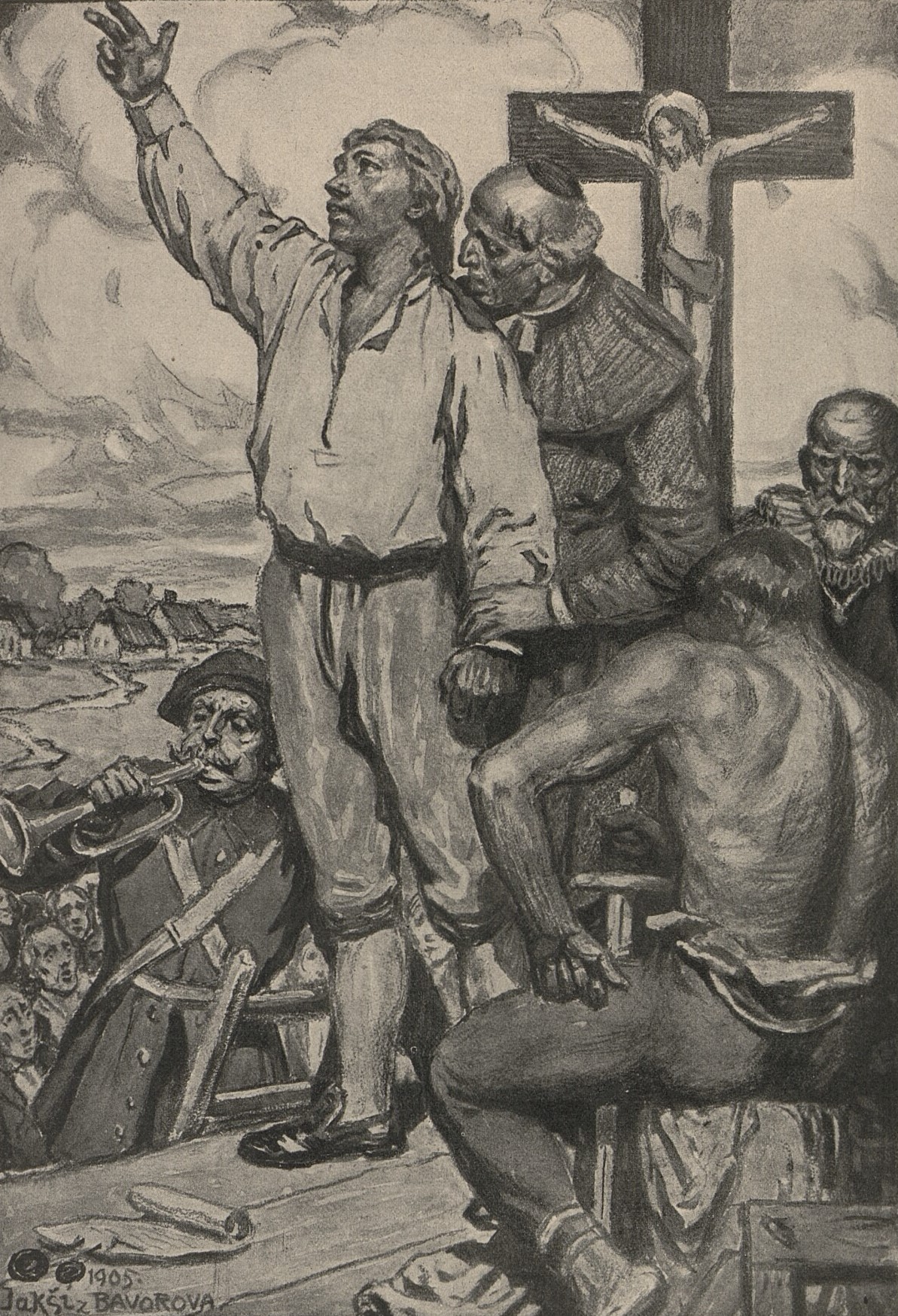
Josef Jakší: Poprava rychtáře Kubaty, 1905
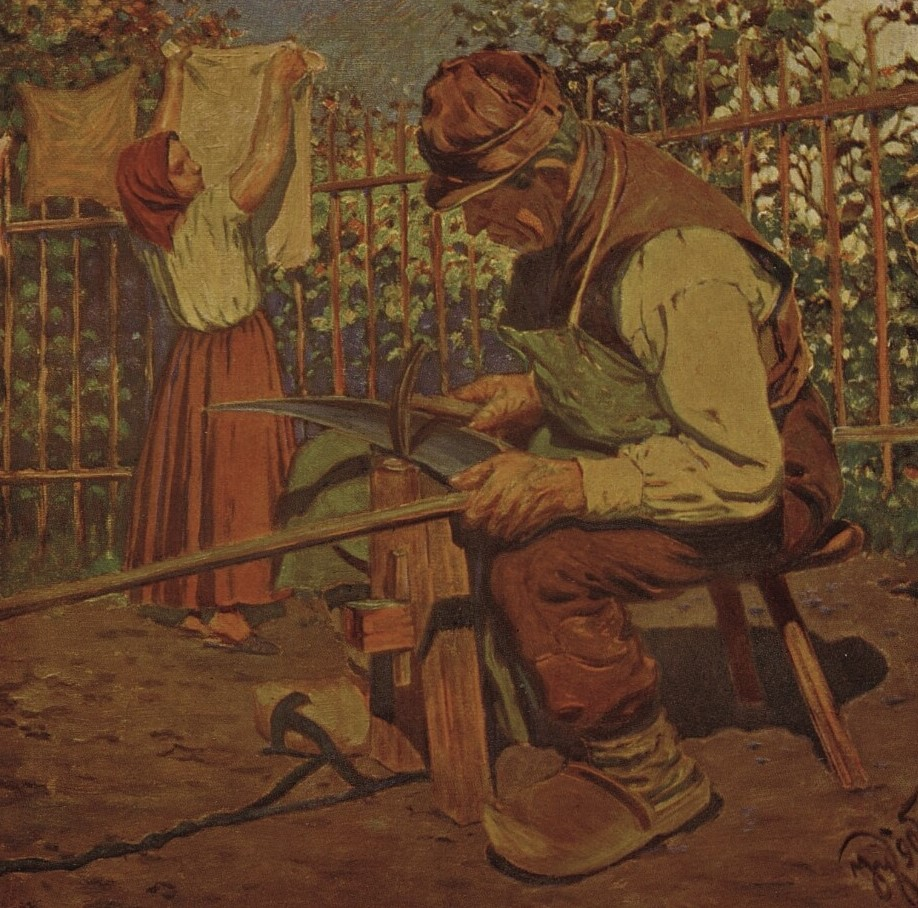
Josef Jakší: Sekáč
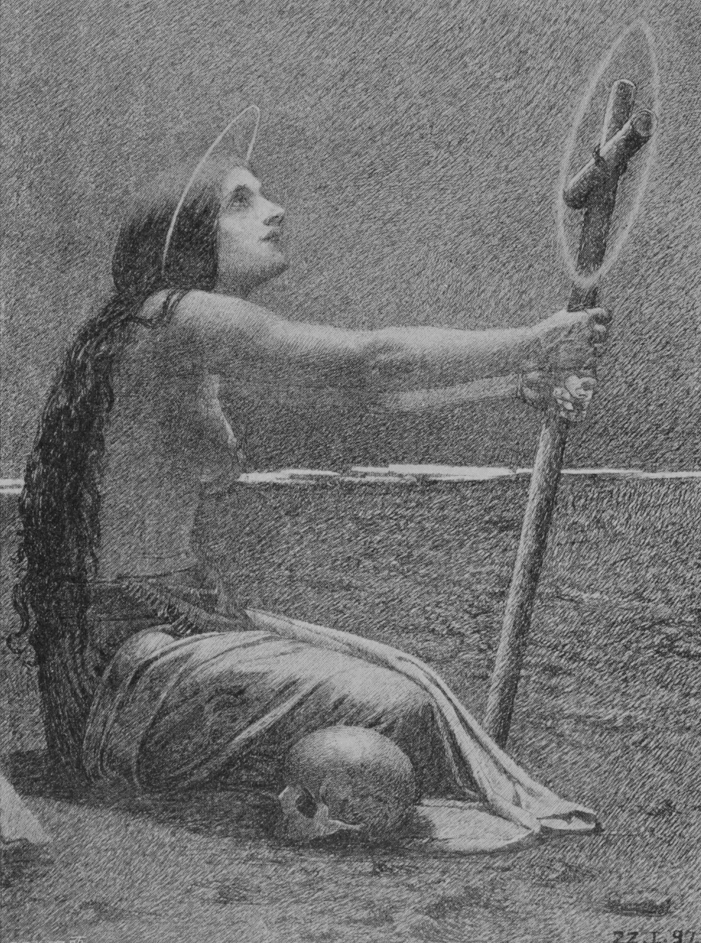
Josef Jakší: Magdalena (1897)
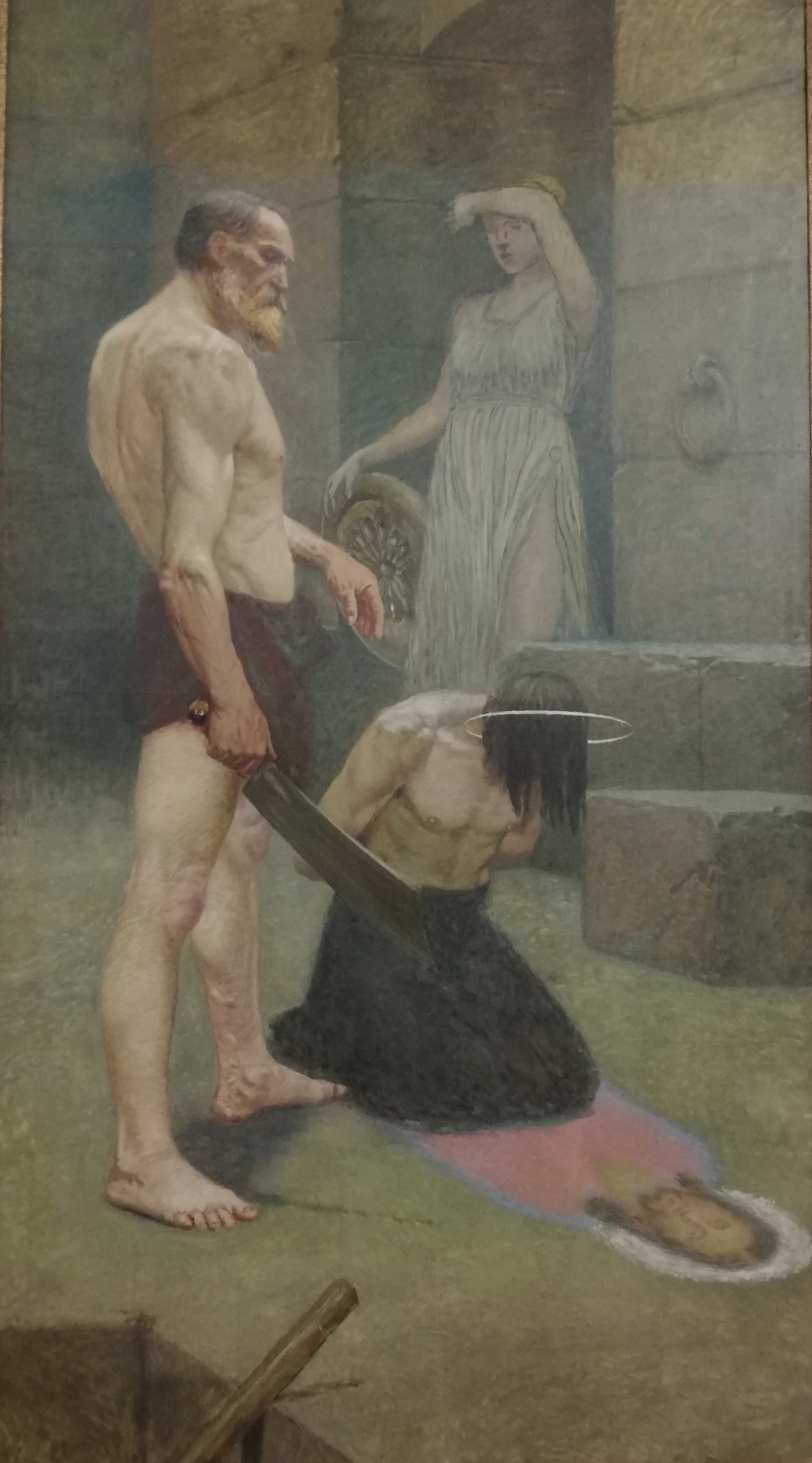
Josef Jakší: Stětí Jana Křtitele